# Танашева, Маруан Рахметовна
Маруан Рахметовна Танашева (каз. Маруан Рахметқызы Танашева, 29 апреля 1939 — 27 декабря 2019) — советский казахстанский химик, преподаватель высшей школы. доктор химических наук, профессор.
Специалист в области теории неорганической химии, теоретических и физико-химических основ экстракционной химии, физико-химического анализа фазовых равновесий тройных и многокомпонентных водных и неводных систем.

## Биография
Родилась 29 апреля 1939 года в селе Ульгули Иртышского района Павлодарской области.
С 1946 по 1958 год училась в Железинской средней школе. По окончании школы год работала учительницей начальных классов. С 1959 по 1964 год в стенах Казахского государственного университета, окончила с отличием химический факультет.
В 1970 году защитила кандидатскую диссертацию на тему «Экстракция фосфорной кислоты органическими растворителями». В дальнейшем тема «Экстракция и ионный обмен» определила круг её творческих и научных интересов. В 1988 году защитила докторскую диссертацию на тему «Фазовые и экстракционные равновесия в системах с неорганическими кислотами, солями щелочных и щелочно-земельных элементов и перспективы их применения».
Скончалась 27 декабря 2019 года в Алматы.

## Трудовая деятельность
• 1958—1959 — учительница начальных классов, с. Железинка
• 1962—1964 — лаборант кафедры неорганической химии хим. факультета КазГУ им. С. М. Кирова
• 1964—1968 — ассистент кафедры неорганической химии хим. факультета КазГУ им. С. М. Кирова
• 1968—1971 — старший преподаватель кафедры неорганической химии химического факультета КазГУ им. С. М. Кирова
• 1972—1989 — доцент кафедры неорганической химии химического факультета КазГУ им. С. М. Кирова
• 1989—2019 — профессор кафедры общей и неорганической химии КазНУ им. Аль-Фараби

## Научная деятельность
Автор более 300 научных и научно-методических статей и тезисов, 10 учебно-методических пособий и 6 учебников по неорганической химии, 40 авторских свидетельств и предпатентов на изобретение, 12 патентов РК, 6 авторских свидетельств на интеллектуальный труд.
• Патенты
1. А.С. № 932750 СССР. Способ получения борной кислоты /Соавт. Б. А. Беремжанов, И. И. Цыганкова, Т. И. Пахомова. Заявл. 02.02.1982. (Публ. не подлежит)
2. A.C. № 1261236 СССР Способ экстракции борной кислоты /Соавт. Б. А. Беремжанов, И. И. Цыганкова. Заявл. 20.07.1984. (Публ. не подлежит)
3. А.С. № 1371237 СССР. Способ экстракции борной кислоты /Соавт. И. И. Цыганкова, Л. К. Тастембекова. Заявл.29.10.1986. (Публ. не подлежит)
4. А.С. № 1400012 СССР. Способ извлечения борной кислоты /Соавт. Г. В. Котов. — Заявл. 29.10.1986. (Публ. не подлежит)
5. А.С. № 15030715 СССР Способ получения борной кислоты /Соавт. Г. В. Котов. Заявл. 02.10.1986. (Публ. не подлежит).
6. А.С. № 1533223 СССР Способ получения борной кислоты /Соавт. Г. В. Котов. — Заявл. 06.03.1987. (Публ. не подлежит)
7. А.С. № 4447719 СССР. Способ получения хлорноватистой кислоты. / Соавт. Ф.Г Сулейманова. — Заявл. 30.08.1988 г
8. А.С. № 1533224 СССР Способ извлечения бора из боратовой руды /Соавт. Л. К. Тастембекова, Г. В. Котов.- Заявл. 21.07.1989 (Публ. не подлежит)
9. А.С. № 922750 СССР Способ получения борной кислоты / Соавт. И. И. Цыганкова, Г. В. Котов. — Заявл. 02.02.1989.(Публ. не подлежит).
10. А.С. № 178297 СССР. Способ получения дикальцийфосфата /Соавт. М. С. Казымбетова. — Заявл. 22.08.1990
11. А.С. № 3380674 СССР Способ получения борофосфорного удобрения /Соавт. М. С. Казымбетова. — Заявл. 14.03.1991
12. А.С. № 1710537 СССР Способ получения фосфорного удобрения содержащего бор /Соавт. М. С. Казымбетова, Т. Т. Омаров. — Заявл. 08.10.1991
13. А.С. № 4930580/26 СССР Способ получения фосфорномагниевого удобрения /Соавт. Э. С. Бостанова, М. С. Казымбетова. Заявл. 03.04.1992
14. А.С. № 420775/27 СССР. Способ извлечения бора амидами карбоновых кислот /Соавт. Г. В. Котов, А. Т. Омаров. -Заявл. 07.09.1992
15. Предпат. РК № 5602. Способ получения дикальцийфосфата / Соавт. М. С. Казымбетова. — Заявл. 24.02.1993.
16. Авт. свидетельство № 3204 РК. Способ получения Фосфорно-магниевое удобрение / Д. А. Смагулова М. С. Казымбетова Э. К. Бостанова. Заявка. 24.02.1993 г.
17. Авт. свидетельство № 2240 РК. Способ очистки сточных вод от фенола /Соавт. А. Т. Омаров. Ф.Г Сулейманова, С. А. Оскенбай. -Заявка. 19.04.1993.
18. Свидетельство № 436 РК. Атомное строительство / Соавт. А. Т. Омаров,Д. А. Смагулова. Заявка. 03.07.1996
19. Авт.свидетельство № 7131 РК. Способ очистки сточных вод от фосфатов /Соавт. Ж.Р Торегожина, Л. К. Бейсембаева, А. Т. Омаров.-Заявл.20.08.1998.
20. Авт.свидетельство РК № 8262. Способ очистки растворов поваренной соли от аминов /Соавт. Ж. Р. Торегожина, А. Т. Омаров,Б. Ф. Баимбетова. — Заявл. 20.08.1998.
21. Авт.свидетельство РК № 10655. Способ очистки сточных вод от аминов/Соавт. Ф.Г Сулейменова,Ж.Р Торегожина. Заявл. 10.03.2000.
22. Авт.свидетельство РК № 15013 Способ получения метаборатов кальция, магния, бария, используемых в качестве антипиренов /Соавт. М. К. Калабаева, Л. К. Бейсембаева. — Заявл. 04.07.2002.
23. Авт.свидетельство РК № 13894 Способ получения тетрабората кальция/Соавт. Л. К. Бейсембаева, М. К. Калабаева. Заявл. 04.07.2002.
24. Авт.свидетельство РК № 13987 Способ очистки фосфорной кислоты от примесей железа, кальция, магния, алюминия./Соавт. Ж.Р Торегожина, Л. К. Бейсембаева, М. К. Калабаева. Заявл. 18.07.2002.
25. Авт.свидетельство РК № 15152 Способ очистки питьевой и природной воды от бора /Соавт. С. А. Сыдыкбаева, Р. М. Мансурова, А. Т. Омаров, Р. С. Махатова. — Заявл. 13.03.2003.
26. Авт.свидетельство РК № 16946. Способ получения бората цинка /Соавт. М. К. Калабаева, Л. К. Бейсембаева. — Заявл. 23.07.2004
27. Авт.свидетельство РК № 16947 Способ получения пентабората щелочных металлов /Соавт. М. К. Калабаева, Ж. Р. Торегожина,Л. К. Бейсембаева, А. Т. Омаров. — Заявл. 23.07.2004
28. Авт.свидетельство РК № 16948 Способ очистки сточных вод от пятиокиси ванадия /Соавт. Ж.Р Торегожина, Р. М. Мансурова. Заявл. 23.07.2006.
29. Авт.свидетельство РК № 20676 Способ получения хлорной кислоты /Соавт. Ж. Р. Торегожина, Л. К. Бейсембаева, А. Т. Омаров, О. Я. Сулейменова. — Заявл. 27.12.2007
30. Авт.свидетельство РК № 20677 РК. Способ очистки термической фосфорной кислоты от ионных примесей железа, кальция, магния/Соавт. Ж.Р Торегожина, Л. К. Бейсембаева, А. Т. Омаров, О. Я. Сулейменова.-Заявл.27.12.2007 и др.

## Награды и звания
1. Доктор химических наук (1988)
2. Профессор (1989)
3. Академик Нью-Йоркской академии наук (1994)
4. Награждена знаком «Лучший химик в области химической экстракции и ионного обмена» (1997 «Interbioscreen»)
5. «Отличник народного образования РК» (1999)
6. «Женщиной года» (2000)
7. Медаль им. А. Байтурсынова (2009)